# Bunt

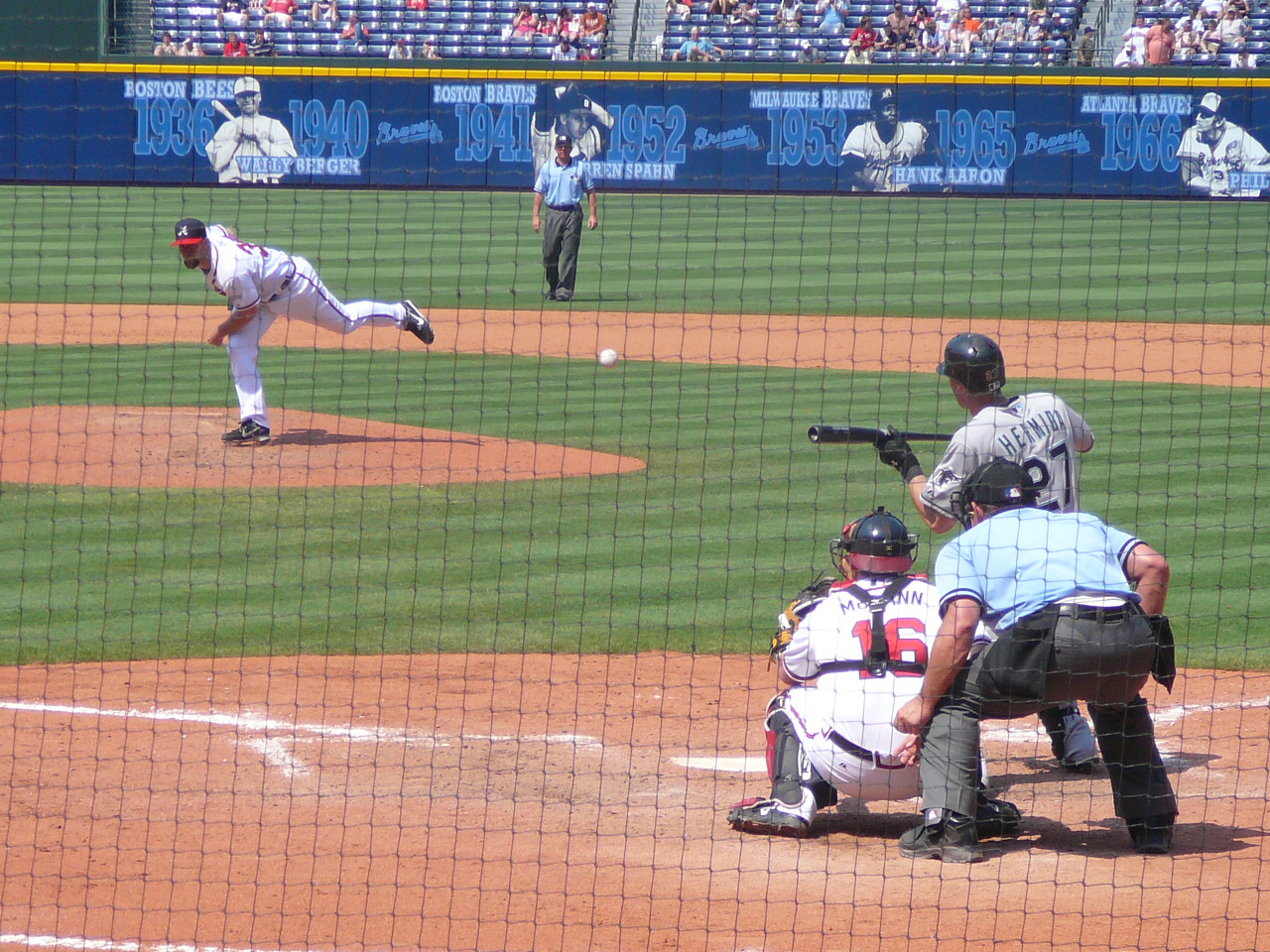
Jeremy Hermida tenta un bunt.

Nel gioco del baseball, il bunt o smorzata è una particolare tecnica di attacco, effettuata dal giocatore in battuta che colpisce intenzionalmente la palla con poca forza, in modo da tenerla vicina alla casa base e consentire un avanzamento sulle basi dei propri compagni, o sorprendere la difesa avversaria e raggiungere la prima base.

## Tipi di bunt

### Bunt di sacrificio
È il tipo di bunt più utilizzato, e serve per far avanzare un corridore in base, in genere dalla prima alla seconda base, ma anche dalla seconda alla terza, molto meno comunemente dalla terza fino a casa base. Il battitore cambia la posizione di battuta ("stance"), mettendosi quasi frontalmente al lanciatore, e cambia l'impugnatura sulla mazza, separando le mani e portando quella superiore al centro della mazza, posteriormente per evitare infortuni, per colpire meglio la palla, che una volta colpita rimane vicino al piatto di casa base, tentando di portare la giocata difensiva su di sé per lasciare il compagno di squadra libero di avanzare.
Il bunt di sacrificio viene generalmente utilizzato in partite con punteggio in equilibrio e nessun eliminato, perché il più delle volte porta all'eliminazione del battitore, e quando un corridore si trova in seconda base, serve a farlo avanzare fino in terza, dove una successiva volata di sacrificio può portarlo a realizzare un punto. Il record di bunt di sacrificio in una sola partita appartiene a Jake Daubert, che il 15 agosto 1914 ne mise a segno quattro.
I bunt di sacrificio vengono abbreviati in SAC o SH nelle statistiche di attacco, e in SHA (battute di sacrificio subite, sacrifice hits allowed in lingua inglese) nelle statistiche dei lanciatori.

### Bunt per una valida
Il battitore può anche ricorrere a un bunt per ottenere una valida e raggiungere la prima base: in tali casi non si tratta di un "sacrificio", ma di un'autentica battuta, e qualora ci siano corridori in base che avanzano sul "diamante", mentre il battitore viene eliminato, a questi non verrà accreditato un bunt, ma verrà addebitata un'eliminazione.
La posizione di partenza del battitore in questi casi è quella normale, in modo da "mascherare" il bunt fino all'ultimo momento, per prendere di sorpresa i difensori.

### Bunt girati
Quando la palla viene colpita solo di striscio, risultando in una palla rotolante che rimane vicina alla casa base, si ha un "bunt girato" ("swinging bunt"), che non viene catalogato come bunt di sacrificio, ma come autentico tentativo di battuta.

## Difesa sul bunt
Se ben eseguito, un bunt, sia esso di sacrificio o per ricercare una valida, è molto difficile da difendere, per la sua imprevedibilità, e per il fatto che la difesa non è solita affrontarlo. In particolare, i bunt che rotolano con poca forza in una sorta di "terra di nessuno", nel triangolo di campo tra lanciatore, prima base e seconda base a destra, e lanciatore, terza base e interbase a sinistra, sono tra i più difficili da neutralizzare, anche perché i giocatori abbandonano le loro posizioni senza una preventiva tattica per coprire le stesse.

### Regola speciale per il bunt
La regola generale per le battute in zona di campo non valido ("foul") stabilisce che le prime due di un turno di battuta vengono conteggiate come "strike" sul conto del giocatore, ma che lo stesso non può essere eliminato per un foul, e pertanto dal terzo in avanti, questi non contano. Tale regola non vale per i bunt, che se finiscono in zona di foul contano sempre come strike, e possono quindi portare all'eliminazione per strikeout del battitore.
La regola si applica solo ai bunt effettivamente catalogati come tali, e non ai bunt derivanti da contatti non pieni sulla palla.